# Baiershof
Baiershof (auch Hohenwart genannt) ist eine Wüstung auf dem Gemeindegebiet des Marktes Steinwiesen im Landkreis Kronach (Oberfranken, Bayern).

## Geographie
Die Einöde lag auf einer Höhe von 458 m ü. NHN im Tal der Rodach. Im Osten grenzte der Obere Wald an. Dort befanden sich die Hohe Wart (586 m ü. NHN, 1,3 km östlich) und weitere Anhöhen des Frankenwaldes. Heute erinnert der Flurname Baiershofer Berg an den Ort. Steinwiesen liegt 6 Kilometer südwestlich der Wüstung.

## Geschichte
Gegen Ende des 18. Jahrhunderts bestand Baiershof aus einem Anwesen. Das Hochgericht übte das bambergische Centamt Kronach aus. Die Grundherrschaft über das Einödgehöft hatte das Kastenamt Kronach inne.
Mit dem Gemeindeedikt wurde Baiershof dem 1808 gebildeten Steuerdistrikt Steinwiesen und der 1818 gebildeten Ruralgemeinde Steinwiesen zugewiesen.

### Einwohnerentwicklung
| Jahr      | 001818 | 001861 | 001871 | 001885 |
| Einwohner |        | 17     | 12     | 10     |
| Häuser    | 1      |        |        | 1      |
| Quelle    | [ 1 ]  | [ 5 ]  | [ 6 ]  | [ 7 ]  |

## Religion
Der Ort war ursprünglich katholisch und nach Mariä Geburt (Steinwiesen) gepfarrt.

## Weblink
- Baiershof in der Ortsdatenbank des bavarikon, abgerufen am 20. August 2021.